# Mapania nudispica
Mapania nudispica är en halvgräsart som beskrevs av Tetsuo Michael Koyama. Mapania nudispica ingår i släktet Mapania och familjen halvgräs.
Artens utbredningsområde är Vietnam. Inga underarter finns listade i Catalogue of Life.